# Mate (デスクトップパソコン)
Mate、MATE（メイト）は、当初NEC、後にNECパーソナルコンピュータが発売したデスクトップパソコン。当初は家庭/ビジネス兼用のメインストリーム機だったが、後に法人向けとなった。

## PC-9821(98MATE)
1993年、NECはいわゆるコンパックショックに対抗するため、PC-9800シリーズのラインナップを刷新し、デスクトップ機は高機能な上位機種である98MATE、マルチメディア機能を重視した98MULTi（CanBeの前身）、低価格のベースモデル98FELLOWの3シリーズに分けた。
98MATE A
当初登場したMATEはPC-9821Ap等、Windows 3.1の表示に最低限必要な640×480 / 256色の表示に標準で対応し（後にウィンドウアクセラレータ機能を搭載したモデルも追加）、サウンド機能も充実させた機種であり、MATE A（A-MATE）と称される。これらは前年のPC-9801FA/FS/FXシリーズから受け継いだ専用SCSIスロットおよび、筐体を開けずに前面から容易に内蔵機器を脱着できるファイルスロット（フロントパネルは外す必要はあるが、ネジ回しは不要）を備える。さらにPC型番の98シリーズでは唯一98ローカルバス（MATEローカルバス）を搭載した特徴的なシリーズとなった。このローカルバスを使ったオプションにはPC-98RL相当のハイレゾモードを実現するハイレゾボードも発売され、ハイレゾモードを特徴としたPC-H98シリーズの後続的な役割も担うシリーズ上位機だった。またFM音源を標準搭載していたことからビジネスのみならずゲームなど家庭向けのマルチメディア用途にも対応した設計であり、その後も中古市場やオークションでは高値を維持する人気機種となった。
98MATE B
しかし高級機であるMATEをメインストリームに据えたNECの思惑とは裏腹に、当時は安価なFELLOWが思いのほか好調だった。そのため次にPC-9821Bp等、FELLOW相当のハードウエアにWindows用のグラフィックアクセラレータチップを標準搭載するもののサウンド機能などは搭載しない廉価モデルMATE B（B-MATE）が登場する。これは安価なWindowsプリインストール機というコンセプトで、FDDモデルは存在しない。MATE Xの登場により比較的短命に終わったが、コストパフォーマンスを追求した方向性はその後のシリーズでも踏襲されていった。また、サウンドを搭載せず最低限Windowsが動くだけの安価なプリインストール機というコンセプトは、後のPC-9821Xe/Xbシリーズの一部モデルや、98FELLOW PC-9801BX3/BA3のWindows標準搭載モデルに受け継がれた。
98MATE X
1994年、MATE Bを置き換える形で登場したのが、MATE Aの下位互換性を有する画面モードに加えてWSS (Windows Sound System) 相当のPCM音源（一部機種ではオプション）を備えた、PC-9821Xa等のMATE X (X-MATE) である。このときはまだ控えめに継続されていたMATE Aに比べ、MATE XはPCIスロットを備えるPentium搭載ミニタワー機から、音源すら標準搭載しないCバスのみの平置き486SX機まで、幅広いラインナップが用意された。以降、このMATE XがPC-9821デスクトップの主流機種となっていき、MATE Aは終息した。後述のVALUESTAR登場後はXa・Xvシリーズのように、拡張性を重視するヘビーユーザーや法人向けに特化したラインナップが中心となっていく。一部のモデルではVALUESTARと共通の設計を流用する形で、必ずしも拡張性を重視しない、安価なベースモデル（Xbシリーズ）やCRT・ソフト類のセットモデル（Xcシリーズ）も提供された。
98MATE VALUESTAR
1995年、MATE XにCRT・ソフト類のセットモデルXa7e等が登場した。これが元になり、同年のWindows 95日本語版リリースと同時に98MATE VALUESTARが発売される。このときのVALUESTARはまだ98MATEの名を冠していた。本体の機能的にはMATE Xに準じているがCRTとのセット販売が基本となり（一部ではCanbeをベースとしたCRT一体型モデルもあった）OS以外に多くのプリインストールソフトを導入した製品である。これが結果的に家庭向け・ビジネス向け双方に広く受け入れられ、デスクトップの主流をMATE Xから奪った。これ以降VALUESTARはMATEから独立したブランドにシフトしていった。
98MATE R
1996年に登場したMATE RはP6コアCPU (Pentium Pro / Pentium II / Celeron) を搭載したが、CPU以外の商品コンセプトはXa・Xvシリーズとほぼ同じである。MATE X終息後の1999年にはMATE RにもCRTセットモデルが追加されたが、かつてのXcシリーズやVALUESTARとは異なり、ワープロ・表計算ソフト等の付属しないラインナップとなった。
98MATE SERVER
また98SERVER（SV-98シリーズ）を98MATEに統合する形で、98MATE SERVER（PC-9821Rsシリーズ）も登場した。こちらはPC-（個人向け）型番ではあってもサーバ向けという点で商品コンセプトが異なるが、本体のハードウエアはMATE Rに類似したものだった。MATE Rとの違いとしては、ラインナップがミニタワー型のみであるにもかかわらず平置き機種と同じように交換不可の専用ボードが採用されており、有効なPCIスロットが2本しかない点などがある。フロントパネルも従来の98MATEとはまったく異なるデザインとなっている。サーバ管理ソフトがプレインストールされており、Cバスにはサーバマネージャボードを標準で実装している。
1997年のPC98-NXシリーズ登場以降も、PC-9800シリーズ向けのソフト資産を利用するユーザー向けにMATE Rを中心に細々と発売が続いた。最終機種であるPC-9821Ra43は2003年9月30日受注終了。2010年10月末にはサポートも終了。PC-9800シリーズの終焉と共に98MATEもその幕を引いた。

## AT互換機

### NEC PowerMate
MATEの日本国外向けブランドとしてPOWERMATE (PowerMate) がある。日本で98MATEが展開していた頃や、パッカードベルNEC撤退後など、長期間展開しているブランドである。

### PC98-NXとその後
1997年、PC98-NXシリーズリリースと同時に登場。基本的にはVALUESTARの筐体などを共通化させている。
2005年にPC98-NXシリーズが終了してからは、単に「Mate」として法人ユーザー向けのデスクトップパソコンとして販売している。さらに、企業・自治体・官公庁向けモデルを「Mate」、SOHO・中小企業向けモデルを「Mate J」と細分化している。筐体などはどちらも同じだが、「Mate」モデルは高価である代わり、よりきめ細かなサポートを受けることができる。
個人での購入も可能で、多数のカスタマイズが可能になっている。VALUESTARとは異なりプリインストールソフトは最小限に留められ、NECの強力なサポートを受けられる上、日本国内のメーカー製PCとしては安価な事から個人のパワーユーザーからの人気も高い。下位機種によってはVersaPro同様、家電量販店でも扱っている場合があるが、むろんカスタマイズは不可能である（ただし、カスタマイズ品の注文を扱っている家電量販店もある）。
Windows XP発売以降に自社開発からほぼ撤退した、三菱電機のアプリコットシリーズへ、VersaProと共にOEM供給していた（アプリコットシリーズは2012年3月で終了）。